# Titularbistum Germanicopolis
Germanicopolis (ital.: Germanicopoli) ist ein Titularbistum der römisch-katholischen Kirche.
Es geht zurück auf ein früheres Bistum der gleichnamigen antiken Stadt in der kleinasiatischen Landschaft Kilikien (in der Spätantike römische Provinz Isauria) in der heutigen Türkei, das der Kirchenprovinz Seleucia in Isauria angehörte.
| Titularbischöfe von Germanicopolis |                                              |                                                                                   |                    |                   |
| Nr.                                | Name                                         | Amt                                                                               | von                | bis               |
| 1                                  | Gottfried Reichsritter Langwerth von Simmern | Weihbischof in Regensburg (Deutschland)                                           | 10. Mai 1717       | 19. Juni 1741     |
| 2                                  | Giacomo Filippo Consoli                      |                                                                                   | 27. November 1741  | 2. Dezember 1743  |
| 3                                  | Michael Ignatius Frivaisz                    |                                                                                   | 3. Februar 1744    | 7. Oktober 1748   |
| 4                                  | James Butler                                 | Koadjutorbischof von Cashel-Emly (Irland)                                         | 15. März 1773      | 17. Mai 1774      |
| 5                                  | Lorenzo D’Antoni                             |                                                                                   | 18. Dezember 1815  |                   |
| 6                                  | Johann Michael von Sailer                    | Koadjutorbischof von Regensburg (Deutschland)                                     | 27. September 1822 | 23. Oktober 1829  |
| 7                                  | Joseph La Rocque                             | emeritierter Bischof von Saint-Hyacinthe (Kanada)                                 | 4. Februar 1866    | 18. November 1887 |
| 8                                  | André-Albert Blais                           | Koadjutorbischof von St. Germain of Rimouski (Kanada)                             | 28. Dezember 1889  | 6. Februar 1891   |
| 9                                  | John Conmy                                   | Koadjutorbischof von Killala (Irland)                                             | 25. Mai 1892       | 1893              |
| 10                                 | Augustin Dontenwill OMI                      | Koadjutorbischof von New Westminster (Kanada)                                     | 19. April 1897     | 1. Juni 1899      |
| 11                                 | Tobias Mullen                                | emeritierter Bischof von Erie (USA)                                               | 10. August 1899    | 22. April 1900    |
| 12                                 | Joseph Maria Koudelka                        | Weihbischof in Cleveland Weihbischof in Milwaukee (USA)                           | 29. November 1907  | 6. August 1913    |
| 13                                 | Thomas Joseph Shahan                         | Weihbischof in Baltimore Präsident der Katholischen Universität von Amerika (USA) | 24. Juli 1914      | 9. März 1932      |
| 14                                 | Franciscus Joosten CICM                      | Apostolischer Vikar von Tatungfu (Republik China)                                 | 14. Juni 1932      | 11. April 1946    |
| 15                                 | Aurelian Bilgeri OSB (Josef Bilgeri)         | Apostolischer Vikar von Eshowe (Südafrika)                                        | 12. Juni 1947      | 11. Januar 1951   |
| 16                                 | Jan Antonius Klooster CM                     | Apostolischer Vikar von Surabaia (Indonesien)                                     | 19. Februar 1953   | 3. Januar 1961    |
| 17                                 | Lionello Berti OMI                           | Weihbischof in Vientiane Apostolischer Vikar von Luang Prabang (Laos)             | 18. Juni 1962      | 24. Februar 1968  |